# Мунд
Мунд (Mundus; гръцки: Μούνδος; † 536 г.) e източноримски генерал при император Юстиниан I.
Той е гепид и е син на Гиесмус, крал на гепидите и племенник на другия гепидски крал Трапстила. Служи първо като наемен войник и конник при хуните.
Баща му е убит в битка с остготския крал Теодорих през 488 г. След това той живее в Сирмиум (днешна Сремска Митровица) и постъпва на служба при Теодорих Велики и живее в Италия. През 526 г. след неговата смърт отива в родината си и командва гепидските войски.
През 529 г. император Юстиниан го произвежда за magister militum per Illyricum на византийските войски в Илирия и на Дунавските граници. В тази си функция следващите две години отблъсква славяните и прабългарите от Балканите. 
През 531 г. помага на Велизарий в боевете против сасанидите и участва в битката
при Калиникум. След битката става magister militum per Orientem на мястото на Велизарий. През 532 г. е извикан в Константинопол и помага на императора в разногласията по време на Ника-въстанието и помага при разбиването на привържениците на Флавий Хипаций в Хиподрума. 
При започването на Готската война той ръководи през 535 г. войските на илирийския фронт и завладява град Салона.  Следващата година е убит по време на битките.